# Прометазин
Прометазин (Дипразин, Пипольфен) — противогистаминный препарат. Применяется для симптоматического лечения при аллергических заболеваниях. Ранее применялся также для потенцирования наркоза.

## Общая информация
Дипразин является производным фенотиазина; по строению, а частично и по фармакологическим свойствам близок к аминазину и диэтазину.

## Фармакокинетика и фармакодинамика
Наиболее важной фармакологической особенностью дипразина является его сильная противогистаминная (Н1-блокирующая) активность. Дипразин хорошо всасывается при приёме внутрь. При разных путях введения проникает через гематоэнцефалический барьер. Препарат оказывает выраженное влияние на ЦНС; обладает довольно сильной седативной активностью, усиливает действие наркотических, снотворных, анальгезирующих и местноанестезирующих средств, понижает температуру тела, предупреждает и успокаивает рвоту. Он оказывает также умеренное периферическое и центральное холинолитическое действие. Сильно выражено адренолитическое действие дипразина.

## Показания
Применяют дипразин при лечении аллергических заболеваний (крапивницы, сывороточной болезни, сенной лихорадки и др.), при вазомоторных и аллергических ринитах, при ревматизме с выраженным аллергическим компонентом, при аллергических осложнениях, вызванных пенициллином, стрептомицином и другими лекарственными средствами, а также при зудящих дерматозах, болезни Меньера, хорее, энцефалите и других заболеваниях ЦНС, сопровождающихся повышением проницаемости сосудов, при морской и воздушной болезни. В хирургической практике дипразин используется как один из основных компонентов литических смесей (см. Аминазин), применяемых для потенцированного наркоза и гипотермии, для предупреждения и уменьшения послеоперационных осложнений, во время операции и в послеоперационном периоде. Применяют также для усиления действия анальгетиков и местных анестетиков.

## Предосторожность
Дипразин обычно хорошо переносится. При приёме внутрь может вызвать умеренную анестезию слизистых оболочек полости рта; иногда появляются сухость во рту, тошнота. При внутримышечном введении могут возникать болезненные инфильтраты. При внутривенном введении иногда сильно понижается артериальное давление. У лиц с нарушением функции печени и почек дипразин следует применять с осторожностью. В связи с усилением наркотического действия препарат нужно применять с осторожностью у лиц, находящихся в состоянии алкогольного опьянения. Во время лечения дипразином запрещается употреблять спиртные напитки.

## Противопоказания
Не следует назначать дипразин при зуде и других аллергических реакциях, вызванных применением фенотиазиновых препаратов (аминазина и др.), так как сам дипразин является препаратом этой химической группы.
В связи с седативным действием нельзя назначать дипразин во время работы водителям транспорта и другим лицам, профессия которых требует быстрой психической и двигательной реакции.
Примечание. Дипразин оказывает раздражающее действие и может вызвать появление дерматитов и раздражение слизистых оболочек. При работе с дипразином необходимо соблюдать такие же меры предосторожности, как при работе с аминазином.

## Физические свойства
Белый кристаллический порошок. Очень легко растворим в воде, легко в спирте; рН 2,5 % водного раствора 3,9—4,9. Порошок и водные растворы темнеют под влиянием света.